# عنکبوت‌ریختان
عنکبوت‌ریختان (به لاتین: Arachnomorpha) یک زیرشاخه یا کلاد بندپایان است که شامل گروه تک‌تباری است که توسط تریلوبیت‌ها، دیگر بندپایان زائده بزرگ و خانواده‌های تریلوبیت‌مانند (Helmetiidae , Xandarellidae , Naraoiidae، لیوپائیان و Tegopeltidae) تشکیل می‌شود. بحث بزرگی در مورد موقعیت عنکبوت دریایی وجود دارد که در حال حاضر تصور می‌شود در کنار گیره‌داران قرار نگیرند. عنکبوت‌ریختان به عنوان گروه خواهری سخت‌پوستان در نظر گرفته می‌شود که به‌طور فزاینده‌ای به عنوان اعضای کلاد آرواره‌داران (از جمله حشرات و هزارپایان) پذیرفته می‌شوند.
مفهوم عنکبوت‌ریختان با پیشنهادهایی مبنی بر اینکه تریلوبیت‌ها در گروه ساقه آرواره‌داران قرار می‌گیرند، به چالش کشیده شده‌است.

## رده‌بندی
Arachnomorpha Lameere، 1890 [= Arachnata Paulus، 1979 ، = Palaeopoda Packard، 1903]
- † تریلوبیت والچ، ۱۷۷۱
- † Megacheira هو و برگستروم، ۱۹۹۷
- † Strabopida هو و برگستروم، ۱۹۹۷
- † Aglaspida والکات، 1911
- † Cheloniellida برویلی، ۱۹۳۲
- گیره‌داران هیمونس ۱۹۰۱
  - خانوادهٔ † Sanctacarididae لگ و پیتس، ۲۰۱۷
  - ردهٔ عنکبوت دریایی لتریل، ۱۸۱۰
  - تبار خوش‌گیره‌داران ویگولد و پائولوس، ۱۹۷۹
    - سردهٔ † Offacolidae سوتون و همکاران، ۲۰۰۲
    - تبار Prosomapoda لمسدل، ۲۰۱۳